# Eric Rosendahl
Eric Rosendahl (né en 1952 ou 1953) est un homme politique canadien, membre à l'Assemblée législative de l'Alberta de 2015 à 2019, représentant la circonscription de Yellowhead-Ouest en tant qu'un membre du Nouveau Parti démocratique de l'Alberta.